# Primeira Guerra de Independência Italiana
A Primeira Guerra de Independência Italiana foi travada em 1848 e 1849 entre o Reino da Sardenha e do Império Austríaco. A guerra viu principais batalhas em Custoza e Novara em que os austríacos sob o poder de Radetzky conseguiram a vitória.

## A revolução de 1848
Em 1848, tumultos revolucionários eclodiram em vários lugares da Itália, bem como em muitas outras partes da Europa. Carlos Alberto, em Sardenha e Leopoldo II no Grão-Ducado da Toscana tinha sido forçada a fazer concessões aos democratas. Com a própria Viena, em revolta, tanto Milão (nos cinco dias) e Veneza (a curta duração da República de São Marcos, reconquistada pelos austríacos em 1849), as principais cidades do Reino Lombardo-Vêneto, sob o domínio austríaco, durante a revolta. Sicília, exceto Messina, expulsaram os exércitos Bourbon. Carlos II de Bourbon também foi obrigado a deixar o Ducado de Parma.
O Reino da Sardenha decidiu explorar o momento aparentemente favorável, e declarou guerra à Áustria, em aliança com os Estados Pontifícios e o Reino das Duas Sicílias e atacou a Áustria enfraquecida em suas possessões italianas.

## A guerra
O exército da Sardenha era composta por dois corpos e uma divisão de reserva, para um total de 12.000 homens. Artilharia e cavalaria foram as melhores unidades. No dia 21 de março, o grão-duque da Toscana, também declarou sua entrada na guerra contra a Áustria, com um contingente de 6.700 homens. O Exército Papal tinha uma força de tamanho similar, apoiada por numerosos voluntários. Em 25 de março a vanguarda da dois corpos de Sardenha entrou Milão e dois dias depois também Pavia foi libertada.
Depois de uma bem-sucedida campanha inicial, com as vitórias em Goito e Peschiera del Garda, o Papa Pio IX lembrou suas tropas, devido ao medo de possíveis expansões territoriais de Sardenha, em caso de vitória. O reino das Duas Sicílias também se retirou, mas o general Guglielmo Pepe se recusou a voltar para Nápoles e em vez disso foi para Veneza para protegê-lo contra os austríacos na contra-ofensiva. Retirada do rei Fernando II deveu-se principalmente ao comportamento ambíguo de Carlos Alberto da Sardenha, que não havia se recusado claramente a proposta para obter a coroa da Sicília recebeu de representantes da ilha rebelde.

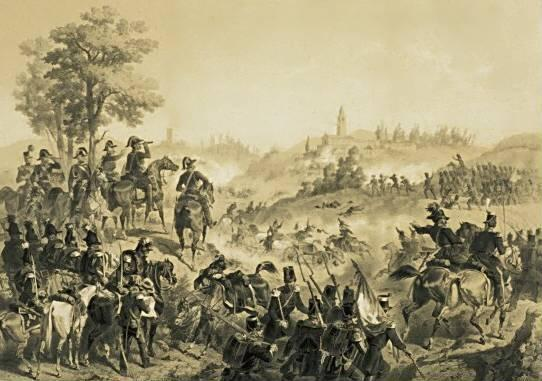
A Batalha de Pastrengo.
Litografia de Stanislas Grimaldi de Puget

O exército de Sardenha foi derrotada pelos austríacos em Custoza em 1 de julho de 1848. Um armistício desconfortável foi feito em 1848 entre a Áustria e a Sardenha, que durou menos de sete meses, antes de Carlos Alberto denunciou a trégua em 12 de março de 1849. O exército austríaco tomou a iniciativa militar em Lombardia e derrotou fortemente exército de Sardenha em Novara. Após esta vitória os sobreviventes do exército de Sardenha foram levados de volta para Borgomanero, nos Alpes, e as forças austríacas ocuparam Novara, Vercelli, Trino e Bréscia, com a estrada para a capital de Sardenha, Turim.
Carlos Alberto abdicou em favor de seu filho, Vítor Emanuel, e um tratado de paz foi assinado em 9 de agosto de 1849 em Sardenha e foi forçado a pagar uma indenização de 65 milhões de francos para a Áustria.
A guerra marcou o fracasso de Sardenha que foi derrotada pela Áustria sozinha. Sardenha causada a buscar aliados contra a Áustria e, finalmente, apenas com os franceses em 1859 e da Prússia em 1866 ajuda veio a Sardenha que seria capaz de expulsar os austríacos do norte da Itália.